# Kosinek
Kosinek [pronunciación en polaco: /kɔˈɕinɛk/] (en alemán: Augustenruh) es un asentamiento en el distrito administrativo de Gmina Bierzwnik, dentro del condado de Choszczno, Voivodato de Pomerania Occidental, en el noroeste de Polonia. Se encuentra a unos 7 kilómetros al noroeste de Bierzwnik, a 17 kilómetros al sureste de Choszczno, y a 77 kilómetros al sureste de la capital regional Szczecin.